# 九龍巴士271R線
九龍巴士271R線是香港的一條巴士路線，由香港體育館往太和單向開往大埔（太和），取道公主道及窩打老道前往獅子山隧道，途經香港科學園、白石角、廣福邨、大埔墟、大埔中心、富亨邨，只在香港體育館舉行活動散場後營運行駛。
九龍巴士272R線是香港的一條巴士路線，由佐敦（匯民道）單向開往大埔（太和），取道青沙公路，於科學園及大埔區的走線及分站與271R完全相同，只於西九文化區舉行指定大型活動散場時提供服務。

渣打馬拉松特別巴士路線R271，由九巴營辦，於渣打香港馬拉松舉行當日凌晨由富亨邨單向前往尖沙咀東（麼地道），途經富善邨、大埔中心、大埔墟、九龍塘窩打老道及何文田直達尖沙咀。本線主要方便居於大埔區的全程及半程馬拉松參賽健兒前往賽事起點，於大埔區的走線及分站與N271線完全相同。

## 歷史
- 2016年1月17日：R271線配合渣打馬拉松2016而投入服務。
- 2018年7月6日：271R線投入服務。只在香港體育館舉行活動散場後行走，是因應運輸署及警方為了針對日趨嚴重的非法屋邨巴士違規經營影響交通秩序，決定大力取締該等巴士線，而要求九巴開辦的特別服務，路線在紅磡香港體育館上客後便取道快速公路直達大埔、太和。
- 2019年2月4日：271R線不經汀太路，改經全段汀角路，新增「安慈路」及「太和邨」兩站，取消「翠怡街」站。[1]
- 2021年12月31日：271R繞經白石角及香港科學園並增設中途站。[2]
- 2022年1月1日：配合西九文化區「香港跨年倒數演唱會」活動於該天凌晨結束，272R線投入服務。[3]
- 2023年2月12日：R271繞經白石角及香港科學園並增設中途站。

## 服務時間（詳細班次）
271R
- 只在香港體育館舉行活動時行走
  - 活動完結後約15分鐘起提供服務，客滿即開

272R
- 只在西九文化區舉行活動時行走
  - 活動完結後提供服務，客滿即開

R271
- 大埔（富亨）開：03:50

## 收費
271R
- 全程：$23.2

272R
- 全程：$22.2

R271
- 全程：$22.2

| - 本線設有12歲以下小童及65歲或以上長者半價優惠。 - 65歲或以上香港居民使用「樂悠咭」，以及12歲以下合資格殘疾兒童使用「殘疾人士身份」個人八達通繳付車資，均可享有每程$2.0或半價（以較低者為準）的票價優惠；12至64歲合資格殘疾人士使用「殘疾人士身份」個人八達通（包括「樂悠咭」），以及60至64歲香港居民使用「樂悠咭」繳付車資，均可享有每程$2.0或全費（以較低者為準）的票價優惠。 - 65歲或以上長者如使用長者或一般個人八達通繳付車資，則只可享有半價優惠；12至64歲合資格殘疾人士如不使用「殘疾人士身份」個人八達通，以及60至64歲人士如不使用「樂悠咭」繳付車資，必須繳付全費。 - 乘客可以現金或八達通於上車時付款，不設找續。 - 每位成人乘客可免費攜帶最多兩名4歲以下而不佔座位的兒童乘客乘車，超額之4歲以下小童必須繳付小童車費乘車。 - 持有「九巴月票」之乘客在車票有效期內，每日可享最多10程任何九龍巴士及龍運巴士路線（包括本路線，以及聯營路線的九龍巴士／龍運巴士提供的班次；惟乘搭機場「A」及「NA」線則可享原價二七折優惠（不會計算每天10次合資格車程））；而B1線則每日可享最多各2程（不會計算每天10次合資格車程）。 - 九龍巴士、城巴、龍運巴士及陽光巴士全職員工及家屬（不包括外判職員）可免費乘搭本路線，惟必須拍職員或職員家屬八達通。 - 乘客亦可透過多元化電子支付系統（e度嘟）繳付車資，包括使用非接觸式VISA卡、JCB卡、萬事達卡、銀聯卡、美國運通、大來國際、Discover Card、Apple Pay、Google Pay、Samsung Pay、AlipayHK「易乘碼」、支付寶、WeChatHK／微信支付「搭車碼」、銀聯雲閃付「乘車碼」及BOC Pay「乘車碼」。乘客使用此付款方式，使用此支付方式的乘客可享有中途下車之分段收費，以及與其他九巴／龍運獨營路線或聯營線九巴／龍運班次之轉乘優惠，惟不適用於與非九巴／龍運路線之轉乘優惠，亦不能享有「公共交通費用補貼計劃」及「長者及合資格殘疾人士公共交通票價優惠計劃」。 |

## 行車路線
271R
經：暢運道、漆咸道南、公主道、天橋、窩打老道、窩打老道天橋、窩打老道、獅子山隧道、獅子山隧道公路、沙田路、大埔公路-沙田段、吐露港公路、澤祥街、科學園路、科技大道西、科研路、創新路、吐露港公路、大埔公路—元州仔段、廣福道、寶鄉街、寶鄉橋、安祥路、安慈路、大埔中心巴士總站、安埔路、汀角路、頌雅路、富亨公共運輸交匯處、頌雅路、汀角路、大埔太和路及寶雅路。
272R
經：匯民道、佐敦道、匯翔道、連翔道、荔寶路、青沙公路（尖山隧道、沙田嶺隧道、大圍隧道）、城門隧道公路、大埔公路–沙田段、吐露港公路、澤祥街、科學園路、科技大道西、科研路、創新路、吐露港公路、大埔公路—元州仔段、廣福道、寶鄉街、寶鄉橋、安祥路、安慈路、大埔中心巴士總站、安埔路、汀角路、頌雅路、富亨公共運輸交匯處、頌雅路、汀角路、大埔太和路及寶雅路。
R271
經：頌雅路、南運路、安埔路、富善邨巴士總站、安埔路、大埔中心巴士總站、安慈路、安祥路、寶鄉橋、寶鄉街、廣福道、大埔公路—元洲仔段、吐露港公路、創新路、科學園路、瑞祥街、支路、吐露港公路、大埔公路—沙田段、沙田路、獅子山隧道公路、獅子山隧道、窩打老道、公主道、漆咸道南及梳士巴利道。

### 沿線車站

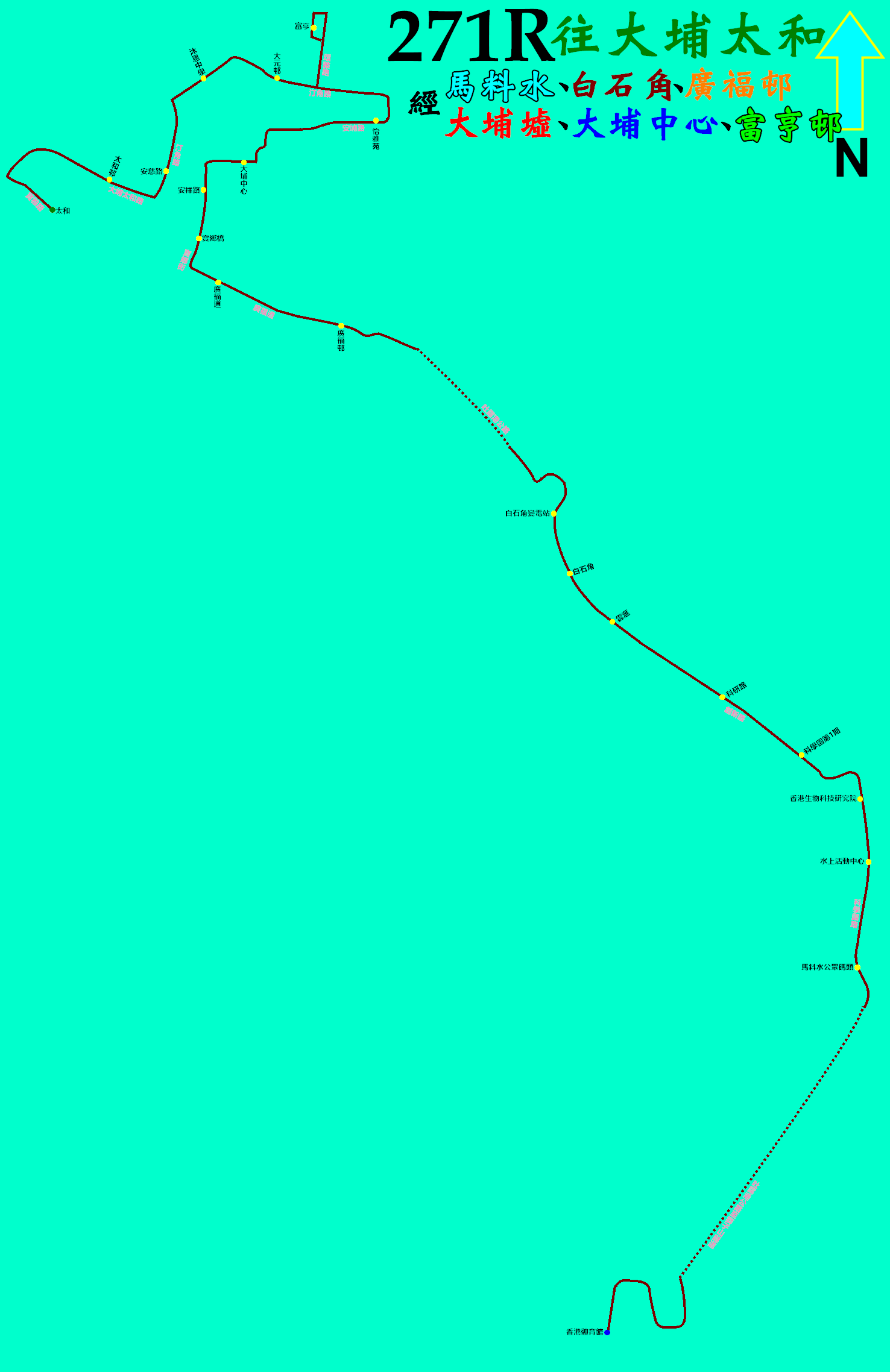
271R線的走線圖

271R
| 香港體育館開                                                      | 香港體育館開       | 香港體育館開       |
| 序號                                                              | 車站名稱           | 位置               |
| ----------------------------------------------------------------- | ------------------ | ------------------ |
| 1                                                                 | 香港體育館         | 暢運道             |
| 公主道、窩打老道、獅子山隧道、沙田路；大埔公路-沙田段、吐露港公路 |                    |                    |
| 2                                                                 | 馬料水公眾碼頭     | 科學園路           |
| 3                                                                 | 水上活動中心       | 科學園路           |
| 4                                                                 | 香港生物科技研究院 | 科學園路           |
| 5                                                                 | 香港科學園         | 科技大道西         |
| 6                                                                 | 香港科學園第三期   | 科技大道西         |
| 7                                                                 | 雲滙               | 創新路             |
| 8                                                                 | 白石角             | 創新路             |
| 9                                                                 | 白石角變電站       | 創新路             |
| 吐露港公路                                                        |                    |                    |
| 10                                                                | 廣福邨             | 大埔公路—元洲仔段  |
| 11                                                                | 廣福道             | 廣福道             |
| 12                                                                | 寶鄉橋             | 寶鄉街             |
| 寶鄉橋                                                            |                    |                    |
| 13                                                                | 安祥路             | 安祥路             |
| 14                                                                | 大埔中心           | 大埔中心巴士總站   |
| 15                                                                | 怡雅苑             | 安埔路             |
| 16                                                                | 富亨邨             | 富亨公共運輸交匯處 |
| 17                                                                | 大元邨             | 汀角路             |
| 18                                                                | 沐恩中學           | 汀角路             |
| 19                                                                | 安慈路             | 汀角路             |
| 20                                                                | 太和邨             | 大埔太和路         |
| 21                                                                | 太和巴士總站       | 太和巴士總站       |

272R
| 1                                                                            | 西九龍站           | 匯民道             |
| 連翔道；青沙公路（尖山隧道）                                                 |                    |                    |
| 2                                                                            | 青沙公路轉車站     | 青沙公路           |
| 青沙公路（沙田嶺隧道、大圍隧道）；城門隧道公路、大埔公路－沙田段、吐露港公路 |                    |                    |
| 3                                                                            | 馬料水公眾碼頭     | 科學園路           |
| 4                                                                            | 水上活動中心       | 科學園路           |
| 5                                                                            | 香港生物科技研究院 | 科學園路           |
| 6                                                                            | 香港科學園         | 科技大道西         |
| 7                                                                            | 香港科學園第三期   | 科技大道西         |
| 8                                                                            | 雲滙               | 創新路             |
| 9                                                                            | 白石角             | 創新路             |
| 10                                                                           | 白石角變電站       | 創新路             |
| 吐露港公路                                                                   |                    |                    |
| 11                                                                           | 廣福邨             | 大埔公路—元洲仔段  |
| 12                                                                           | 廣福道             | 廣福道             |
| 13                                                                           | 寶鄉橋             | 寶鄉街             |
| 寶鄉橋                                                                       |                    |                    |
| 14                                                                           | 安祥路             | 安祥路             |
| 15                                                                           | 大埔中心           | 大埔中心巴士總站   |
| 16                                                                           | 怡雅苑             | 安埔路             |
| 17                                                                           | 富亨邨             | 富亨公共運輸交匯處 |
| 18                                                                           | 大元邨             | 汀角路             |
| 19                                                                           | 沐恩中學           | 汀角路             |
| 20                                                                           | 安慈路             | 汀角路             |
| 21                                                                           | 太和邨             | 大埔太和路         |
| 22                                                                           | 太和巴士總站       | 太和巴士總站       |

R271
| 1                                              | 富亨巴士總站               | 富亨公共運輸交匯處               |
| 2                                              | 頌雅路                     | 頌雅路                           |
| 3                                              | 富善邨                     | 富善邨巴士總站                   |
| 4                                              | 大埔中心                   | 大埔中心巴士總站                 |
| 5                                              | 安祥路                     | 安祥路                           |
| 寶鄉橋                                         |                            |                                  |
| 6                                              | 廣福道                     | 廣福道                           |
| 7                                              | 運頭角里                   | 廣福道                           |
| 8                                              | 廣福邨                     | 大埔公路－元洲仔段               |
| 吐露港公路                                     |                            |                                  |
| 9                                              | 白石角變電站               | 創新路                           |
| 10                                             | 天賦海灣                   | 創新路                           |
| 11                                             | 雲滙                       | 創新路                           |
| 12                                             | 創新路                     | 創新路                           |
| 13                                             | 科研路                     | 創新路                           |
| 14                                             | 科學園（第一期）           | 創新路                           |
| 15                                             | 香港生物科技研究院         | 科學園路                         |
| 16                                             | 水上活動中心               | 科學園路                         |
| 17                                             | 馬料水公眾碼頭             | 科學園路                         |
| 吐露港公路；沙田路、獅子山隧道公路、獅子山隧道 |                            |                                  |
| 18                                             | 聯合道                     | 窩打老道                         |
| 19                                             | 九龍塘站                   | 窩打老道                         |
| 20                                             | 龍濤花園                   | 窩打老道                         |
| 21                                             | 九龍醫院                   | 窩打老道                         |
| 22                                             | 醫療輔助隊總部             | 公主道                           |
| 23                                             | 愛民邨                     | 公主道                           |
| 24                                             | 尖沙咀東 (麼地道) 巴士總站 | 尖沙咀東 (麼地道) 公共運輸交匯處 |